# Daiki Itō
Daiki Itō (japanska: 伊東 大貴, Itō Daiki), född 27 december 1985 i Shimokawa på Hokkaido, är en japansk backhoppare som tävlar för Yukijirushi Nyūgyō (japanska: 雪印乳業株式会社 - engelska: Snow Brand Milk Products Co., Ltd.).

## Karriär
Daiki Itō debuterade internationellt i Kontinentalcupen i backhoppning på hemmaplan i Miyanomori-backen i Sapporo 11 januari 2002. Han blev nummer tre i sin första internationella tävling, efter landsmännen Akira Higashi och Yuta Watase. Daiki Itō deltog i junior-VM 2002 i Schonach im Schwarzwald i Tyskland och 2003 i Sollefteå i Sverige. Han vann en silvermedalj i Schonach, efter segrande Janne Happonen från Finland.
Itō debuterade i Världscupen i backhoppning 13 februari 2002. I första hela säsongen i världscupen (2003/2004) blev han nummer 37 sammanlagt. Säsongen 2004/2005 blev han nummer 13 och bästa japan. Daiki Itō har nio säsonger i världscupen. Säsongen 2011/2012 startade bra med två segrar i deltävlingar, båda i Sapporo januari 2012. Tredje delsegern kom i Lahtis i Finland 4 mars 2012 och den fjärde i Trondheim i Norge fyra dagar senare. (Itō har även två andra platser vid individuella tävlingar i världscupen, den första 22 januari 2006 i Sapporo och den andra 9 december 2011 i Harrachov). Världscupssäsongen 2011/2012 är Daiki Itō bästa hittills. Han blev nummer fyra sammanlagt, efter segrande Anders Bardal från Norge och österrikarna Gregor Schlierenzauer och Andreas Kofler. Samma säsong blev han nummer 6 sammanlagt i tysk-österrikiska backhopparveckan.
Daiki Itō har tävlat i Skid-VM 2005, 2007, 2009 och 2011. Hans främsta meriter i VM-sammanhang är två bronsmedaljer vid världsmästerskapen i Sapporo 2007 och Liberec 2009. Medaljerna vann han med det japanska laget i lagtävlingar. I båda VM kom det japanska laget (Shōhei Tochimoto, Takanobu Okabe, Daiki Itō och Noriaki Kasai) efter Österrike och Norge. Störst framgång individuellt hittills fick Daiki Itō i Skid-VM 2011 i Oslo i Norge. Där blev han nummer 13 i normalbacken (Midtstubakken och nummer 18 i stora backen (Holmenkollbakken).
Under olympiska spelen 2006 i Turin i Italien blev Daiki Itō nummer 18 (i normalbacken) och 42 (i stora backen) i Stadio del Trampolino i Pragelato. Japanska laget blev nummer 6 i lagtävlingen. Vid de olympiska vinterspelen 2010 i Vancouver i Kanada kom han på en 15:e plats i normalbacken och på 20:e plats i stora backen i Whistler Olympic Park Ski Jumps. I lagtävlingen blev japanerna nummer fem.
Daiki Itō har tävlad 8 säsonger i Sommar-Grand-Prix. Han har 3 segrar i deltävlingar, alla i augusti 2010 (Courchevel, Einsiedeln och Hakuba). Säsongen 2010 vann han den totala Sommar-Cupen. 
Itō har satt två backrekord:
- Paul-Ausserleitner-Schanze, Bischofshofen, Österrike, 143 meter (6 januari 2005)
- Vikersundbacken, Norge, 220 meter (11 februari 2001, överträffades senare samma dag)